# Ершов, Владимир Иванович
Владимир Иванович Ершов (1844—1899) — наказной атаман Оренбургского казачьего войска и оренбургский губернатор.

## Биография
Родился 21 июля (2 августа) 1844 года в семье полковника Ивана Ивановича Ершова (1806—1864) и Варвары Сергеевны, урождённой княжны Вяземской. Его дед — герой Отечественной войны 1812 года Иван Захарович Ершов.
Детство провёл в имении Воробьёво, которое было приданым Вяземской и считалось одним из лучших в Подольском уезде.
Образование получил на юридическом факультете Берлинского университета, по окончании которого 3 июня 1866 года был зачислен унтер-офицером в лейб-гвардии Гусарский полк и 25 июня следующего года произведён в корнеты, 17 апреля 1870 года получил чин поручика. В 1871 году назначен полковым казначеем и полковым квартирмейстером, 16 апреля 1872 года был произведён в штабс-капитаны и награждён орденом Св. Анны 3-й степени, в 1874 году временно исправлял должность полкового адъютанта. Произведённый 19 февраля в ротмистры Ершов командовал эскадроном Его Величества, 6 ноября 1876 года назначен флигель-адъютантом и награждён орденом Св. Станислава 2-й степени; 27 марта 1877 года получил чин полковника.
Во время русско-турецкой войны 1877—1878 гг. находился в составе западного отряда и за отличие в сражении под Телишем в октябре 1877 года награждён орденом Св. Владимира 4-й степени с мечами и бантом; за переход через Балканы в декабре был пожалован орденом Св. Анны 2-й степени с мечами.
В 1879 году Ершов был утверждён в должности командира 1-го дивизиона лейб-гвардии Гусарского полка, а 5 мая 1881 года был назначен командиром 2-го гусарского Павлоградского полка, которым командовал до 9 ноября 1882 года.
В 1882 году была проведена военная реформа, в ходе которой почти все (кроме гвардейских) гусарские и уланские полки были переформированы в драгунские. Драгунские полки получили новую форму, которую в войсках сразу же окрестили «мужицкой». После того, как всю кавалерию перевели в драгунскую, Ершов собрал офицеров своего полка и предложил им похоронить гусарский мундир. Был изготовлен гроб, в который положили венгерку с чакчирами, ментик, сапоги и саблю. В похоронах участвовал весь полк в конном строю. Гроб поставили на катафалк и под звуки похоронного марша проводили до кладбища, где под ружейный салют опустили в могилу.

После этого Ершов был освобождён от должности.
С 1885 года он был почётным мировым судьёй Подольского мирового округа. В 1886 году награждён орденом Св. Владимира 3-й степени, а в 1887 году произведён в генерал-майоры (со старшинством от 21 января 1892 года). С 30 августа 1887 года находился в отставке; был предводителем дворянства Подольского уезда Московской губернии; в начале 1890 года избран Московским губернским предводителем дворянства. В 1891 году получил орден Св. Станислава 1-й степени.
Его имения — Воробьёво и Юшино — по свидетельству С. Д. Шереметева, побывавшего там в конце июня 1886 года, были образцовыми хозяйствами: «рожь и овес удивительны, кормовые травы, племенной скот холмогорской и голландской породы, башкирские свиньи, сыроварня — возделываются сыры французский, бри, бакштейн; маслобойный завод, паровая мельница, казарма для рабочих… был на большой прекрасной пасеке… Вся обстановка и образ жизни старозаветный, патриархальный. Словом, стародворянское гнездо».
21 января 1892 года Ершов вернулся на службу с назначением Оренбургским губернатором и наказным атаманом Оренбургского казачьего войска. «За неустанные заботы по благоустройству губернии» В. И. Ершов был награждён в 1895 году орденом Св. Анны 1-й степени. Одним из крупнейших деяний Ершова на посту губернатора и наказного атамана было проведение в Оренбургской губернии Всероссийской переписи населения; из всех собранных здесь трёхсот с лишним тысяч переписных листов Центральный статистический комитет забраковал только тридцать два; в 1898 году Ершову была объявлена высочайшая благодарность, а в мае 1899 года его отметили орденом Св. Владимира 2-й степени.
Скончался от паралича сердца 4 (16) августа 1899 года в Берлине, где находился на лечении; был похоронен в Москве на кладбище Донского монастыря.

## Семья

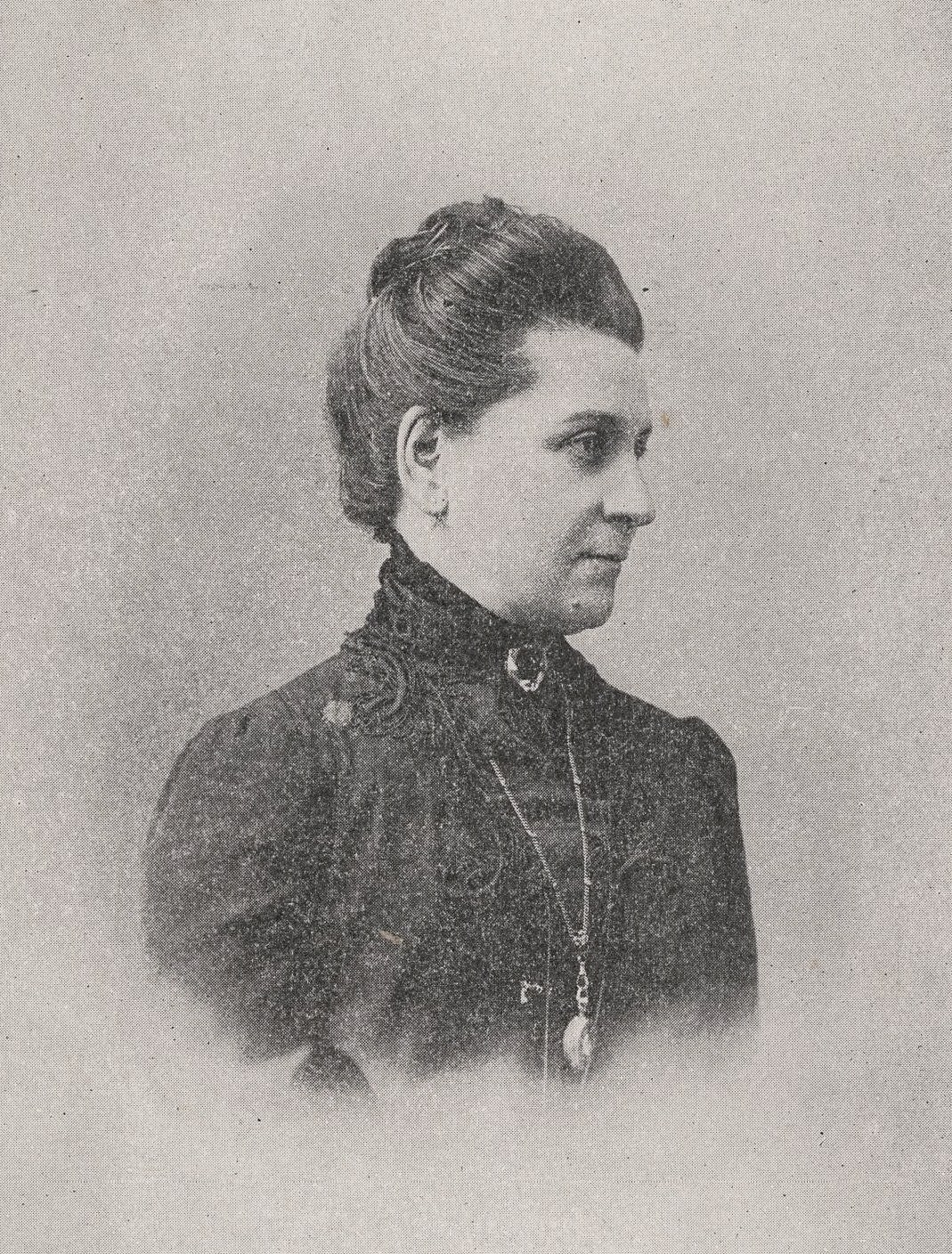
Елена Михайловна Ершова

Жена (с 20 апреля 1877 года) — Елена Михайловна Леонтьева (1854—21.11.1923), фрейлина двора (18.08.1874), дочь шталмейстера Михаила Ивановича Леонтьева (1824—1885) от брака с Варварой Михайловной Бутурлиной (1829—1882); сестра Михаила Леонтьева, товарища по полку Ершова. Венчание было в церкви Михайловского дворца в Петербурге. По словам современницы, Ершова была «очень симпатичная, умная и энергичная женщина». После смерти мужа из-за крайне запущенного состояния семьи она была вынуждена искать заработка и получила место начальницы Харьковского института благородных девиц (1900—1903). Позднее была переведена в Петербург в Екатерининский институт, где с 1907 года состояла начальницей и много сделала для института, введя изменения и улучшения в духе современности. Умерла в эмиграции в Париже, похоронена на кладбище Пантен. Дети:
- Александр (24.01.1878—1916), учился в Пажеском корпусе, офицер гренадерского полка;
- Мария (30.04.1879—1923), фрейлина двора (17.08.1898), после смерти отца по протекции великого князя Сергея Александровича получила место воспитательницы к княжне императорской крови Ирине Александровне, но была так равнодушна к княжне, что последняя её ненавидела и пренебрежительно называла Маха. «Вообще она была веселая дама по натуре, —  писала княжна, — но мне всегда казалось, будто она над мной смеется, дразнит меня». В 1910 году Ершова вышла замуж за   Владимира Андреевича Шателена (1864—1935), управляющего двора великого князя Александра Михайловича и оставила службу. Шатален был давно женат и имел сына, когда в него безумно влюбилась фрейлина Софья Евреинова. Ради нее он бросил жену, но последняя не давала развода для женитьбы на Евреиновой. Тогда он стал тайно ухаживать за Ершовой и, добившись развода, к удивлению двора женился на ней. После 1918 года жили в Англии, затем во Франции, их сын Николай (1913—1976; журналист, скульптор). Третьей женой Шаталена стала Елена Михайловна Леонтьева, кузина Марии Владимировны;
- Елизавета (22.06.1880—1946), умерла в эмиграции;
- Иван (10.05.1883—14.11.1895), учился в Пажеском корпусе.
- Валериан (13.12.1889—1919), умер от тифа во время Гражданской войны в рядах Белой армии.